# Serranópolis de Minas
Serranópolis de Minas este un oraș în Minas Gerais (MG), Brazilia.